# Gerard McLarnon
Gerard McLarnon (16 de abril de 1915 – 16 de agosto de 1997) fue un dramaturgo y actor inglés. 

## Biografía
Nacido en Clitheroe, Inglaterra, se crio en Irlanda del Norte. 
Las obras de McLarnon fueron representadas en varios países además de Irlanda y el Reino Unido, como fue el caso de Dinamarca y Australia. Colaboró, entre otros, con John Tavener, Tyrone Guthrie y Laurence Olivier. Tuvo una larga relación creativa con el director teatral Braham Murray, que dirigió sus obras entre 1967 y 1993 en el Century Theatre, la 69 Theatre Company y el Royal Exchange de Manchester.
Gerard McLarnon falleció en Londres en el año 1997. Le sobrevivió su esposa, la actriz Eileen Essell, con la que se había casado en 1958. La pareja tenía un hijo, Fergus.

## Lista de obras
- Unhallowed (fecha de la obra desconocida)
- 1953 : The Wrestler's Honeymoon
- 1958 : The Bonefire
- 1964 : The Rise and Fall of Sammy Posnett
- 1967 : The Saviour, dirigida por Braham Murray
- 1969 : The Trial of Joan of Arc, dirigida por Braham Murray
- 1980 : Blood, Black And Gold, dirigida por Braham Murray, con Clare Higgins como actriz protagonista; Royal Exchange Theatre de Manchester
- 1991 : Quartet From The Idiot, adaptación de la novela de Fyodor Dostoyevsky, dirigida por Braham Murray en el Royal Exchange Theatre
- 1993 : The Brothers Karamazov, adaptación de la novela de Fyodor Dostoyevsky, dirigida por Braham Murray en el Royal Exchange Theatre